# Christine Nougaret
Christine Nougaret és una arxivera francesa (Saint-Mandé, 23 de novembre de 1958). Des de 2007 ensenya arxivística contemporània a la École des Chartes.

## Obres
- Les instruments de recherche dans les archives, Paris, Archives nationales, 1999
- Les archives privées : manuel pratique et juridique, Paris, Archives nationales, 2008